# Dormilon à sourcils blancs
Muscisaxicola albilora
Espèce
Statut de conservation UICN

 LC  : Préoccupation mineure
Le Dormilon à sourcils blancs (Muscisaxicola albilora) est une espèce de passereau placée dans la famille des Tyrannidae.

## Illustrations
- Photos

## Répartition
Il se reproduit dans les Andes en Argentine et au Chili entre 1 500 et 4 000 m d'altitude. Il migre au nord de la Bolivie, en Colombie, Équateur et Pérou. C'est un vagabond dans les îles Falkland.

## Habitat
Son habitat est les prairies en haute montagne dans les régions tropicales et subtropicales.